# Gorr le Boucher des Dieux
Pour les articles homonymes, voir Gorr le Boucher des Dieux.
Gorr le Boucher des Dieux (en anglais : Gorr the God Butcher) est un super-vilain apparaissant dans les bandes dessinées américaines publiées par Marvel Comics. Créé par les auteurs Jason Aaron et Esad Ribic, Gorr est apparu pour la première fois dans la première publication de Thor: God of Thunder en janvier 2013.
Gorr le Boucher des Dieux est l'un des plus grands ennemis de Thor.
Dans le film Thor: Love and Thunder (2022) de l'univers cinématographique Marvel, il est interprété par l'acteur britannico-américain Christian Bale.